# Sęp afrykański
Sęp afrykański (Gyps africanus) – gatunek dużego ptaka z rodziny jastrzębiowatych (Accipitridae). Występuje w Afryce Subsaharyjskiej, od północnych okolic Sahelu włącznie na południe. Krytycznie zagrożony wyginięciem.

## Taksonomia
Po raz pierwszy gatunek opisał Tommaso Salvadori w 1865. Holotyp pochodził z Sudanu. Nadał sępowi afrykańskiemu nazwę Gyps africanus. Nazwa ta jest obecnie (2020) uznawana przez Międzynarodowy Komitet Ornitologiczny. Sęp afrykański jest blisko spokrewniony z sępem bengalskim (G. bengalensis). Niegdyś oba taksony uchodziły za konspecyficzne, bywają również wydzielane do osobnego rodzaju Pseudogyps, jako że przedstawiciele obydwu gatunków mają 12 sterówek, a nie 14. Sęp afrykański to gatunek monotypowy.

## Morfologia
Długość ciała wynosi blisko 94 cm, przeciętna rozpiętość skrzydeł 218 cm, a masa ciała – 4150–7200 g, średnio 5450 g. Wymiary szczegółowe (n = 5; rok 1923; osobniki z Mount Elgon): długość skrzydła 620–640 mm, dzioba (górna krawędź od woskówki) – 46–49 mm, skoku – 86–101 mm, ogona – 250–260 mm; wysokość dzioba – 30–34 mm. Biały kuper oraz pokrywy podskrzydłowe kontrastują z większości brązowym (po kremowe) upierzeniem oraz czarną skórą głowy i szyi dorosłych ptaków. W terenie sępy afrykańskie można pomylić z plamistymi (G. rueppeli) albo płowymi (G. fulvus).

## Zasięg występowania
Sęp afrykański to najszerzej rozprzestrzeniony sęp w Afryce. Północne rubieże jego zasięgu sięgają Senegalu, Gambii i Mali, a dalej na wschód zasięg ciągnie się aż po Etiopię i Somalię. Następnie obszar występowania biegnie przez wschodnią Afrykę po Mozambik, Zambię, Zimbabwe, Botswanę, Namibię i RPA. W części zasięgu sęp afrykański wymarł. Nie ma go już m.in. w Ghanie poza Parkiem Narodowym Mole, w Nigrze (ostatnio stwierdzony w Parku Narodowym W w 1997) oraz Nigerii, gdzie w 2011 nie został już stwierdzony w ostatniej ostoi – Yankari Game Reserve.

## Ekologia
Środowiskiem życia sępów afrykańskich są spustynniałe sawanny z porozrzucanymi drzewami, jak Colosphermum mopane i Acacia. Ogółem G. africanus unika lasów (m.in. tych w DRK), pustyń, trawiastych obszarów bez drzew i obszarów zakrzewionych. Sępy afrykańskie żywią się padliną. Tropią ją z powietrza lub podążają za zwierzętami oraz innymi padlinożernymi ptakami. Rzadko zdarza im się także zabić zwierzę, zamiast szukać już padłego; może to być np. młody springbok (Antidorcas marsupialis), pisklę wikłacza czerwonodziobego (Quelea quelea) czy fakoszer (Phacochoerus aethiopicus).

### Lęgi

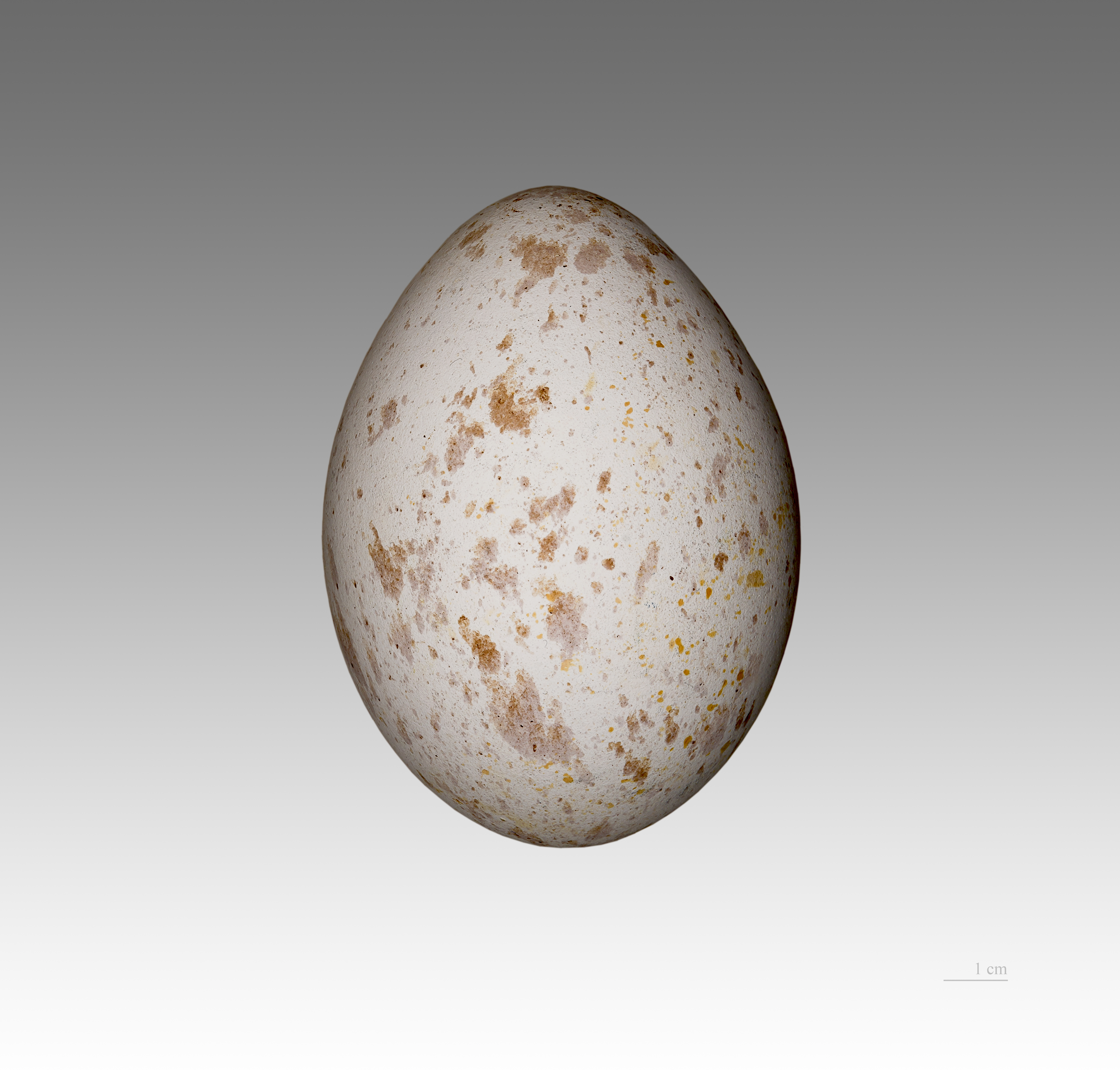
Jajo

Okres składania jaj zazwyczaj rozpoczyna się wraz z porą suchą; w RPA jest to kwiecień–czerwiec, tylko w KwaZulu-Natal czerwiec–sierpień; w zachodniej i północno-wschodniej Afryce październik–styczeń, cały rok we wschodniej Afryce i kwiecień-czerwiec w centralnej części kontynentu. Gatunek ten często gniazduje kolonijnie, ale niektóre gniazda są bardzo rozproszone. Gniazdo umieszczone jest na wysokim drzewie, ale zdarza się (doniesienia pochodzą z RPA), że zostanie umiejscowione na słupie wysokiego napięcia. Sama konstrukcja to platforma z liści wyściełana suchą trawą i niekiedy zielonymi liśćmi. Przeważnie zniesienie liczy jedno jajo, które samiec z samicą wysiadują na zmianę przez 56–58 dni. Po 108–140 dniach młode opuszcza gniazdo, a następnie po 5–6 miesiącach usamodzielnia się.

## Status i zagrożenia
IUCN od 2015 uznaje sępa afrykańskiego za gatunek krytycznie zagrożony (CR, Critically Endangered). Wcześniej został on uznany za zagrożonego (EN) w 2012, bliskiego zagrożenia (NT) w 2008 i 2007, a jeszcze wcześniej – od 1988 – uchodził za gatunek najmniejszej troski (LC). Sępy afrykańskie napotykają podobne zagrożenia, co inne sępy z tego kontynentu – przekształcanie ich środowisk w obszary rolnicze i uprawne, utratę pożywienia wskutek zmniejszenia liczebności kopytnych, kłusownictwo oraz zatrucia związane ze spożyciem pestycydu o nazwie karbofuran. Jednak przypadki z Zimbabwe i Malawi wskazują na to, że ptaki te, prócz przypadkowych zatruć, mogą stać się ofiarą także tych celowych. W Zimbabwe w 2012 po zjedzeniu padliny słonia w Parku Narodowym Gonarezhou padły 144 sępy afrykańskie. Ponadto w 2007 roku w Tanzanii ujawniono sprzedaż diklofenaku, który dla sępów spożywających padlinę zwierząt leczonych nim jest śmiertelnie toksyczny. W Tanzanii pewien brazylijski producent sprzedawał diklofenak, który następnie trafiał do 15 innych państw afrykańskich. Prócz zatruć G. africanus zagraża również handel; w RPA ptaki kupowane są celem ich spożycia (również w związku z medycyną ludową), a w Nigerii wykorzystywane są do praktyk w juju. Wedle szacunków z 2013, jeśli ówczesne tempo zmniejszania się populacji pozostanie niezmienne, gatunek wyginie w 2034 lub wcześniej. BirdLife International wymienia 3 ostoje ptaków IBA, w których występuje sęp afrykański (dwie w Kenii, m.in. PN Hell’s Gate, i jedna w Senegalu).